# It's Not Living (If It's Not with You)
«It's Not Living (If It's Not with You)» es una canción de pop rock interpretada por la banda británica The 1975 y lanzada como quinto y último sencillo de su tercer álbum de estudio A Brief Inquiry into Online Relationships lanzada el 18 de octubre de 2018. La canción fue escrita por los miembros de la banda George Daniel, Matthew Healy, Adam Hann y Ross MacDonald, mientras que Daniel y Healy se encargaron de la producción. Se presentan contribuciones del London Community Gospel Choir, que proporciona las voces del coro, y Amber Bain, conocida profesionalmente como Japanese House, que toca varios instrumentos y proporciona los coros. Healy se mostró reacio a escribir una canción sobre su antigua adicción a la heroína, lo que lo llevó a desarrollar la narrativa en torno a Danny, un personaje ficticio destinado a representar la lucha del cantante con la heroína.
"It's Not Living (If It's Not with You)" recibió críticas generalmente positivas de los críticos de música contemporánea, muchos de los cuales consideraron la canción como un punto culminante del álbum y elogiaron su producción, temas y letras influenciados por la década de 1980. La canción apareció más tarde en varias listas de críticos de fin de año para 2018. Alcanzó el puesto 46 en la lista de sencillos del Reino Unido, el número 36 en Escocia, el número 48 en Irlanda y el número 19 en la lista Billboard Hot Rock & Alternative Songs.

## Lanzamiento y promoción
Healy no quería escribir sobre la adicción a la heroína hasta que lograra la sobriedad, después de haber sido drogadicto durante cinco años. Le dijo a Sam Sodomsky de Pitchfork que simplemente ser consumidor de heroína no justificaba escribir una canción al respecto. El cantante quería evitar romantizar la droga, preocupándose de que se convirtiera en una "celebración desagradable de ese tipo de enfermedad". En cambio, Healy hizo referencia a Kurt Cobain, de quien dijo que era "tan públicamente la persona más genial del mundo [...] que estaba diciendo su verdad". Healy se mostró humorísticamente reacio a hablar sobre su consumo de drogas en el pasado en "It's Not Living (If It's Not with You)", y le dijo a Sodomsky que solía tener pesadillas sobre el descubrimiento de su adicción. Al escribir la canción, el cantante se escondió detrás de un personaje ficticio llamado Danny, una metáfora de sí mismo, para contar la historia de la lucha del personaje y su conflicto con la adicción a la heroína. Además, Healy se inspiró en el cineasta John Hughes. Para generar anticipación por el lanzamiento de la canción, The 1975 publicó actualizaciones crípticas en las redes sociales, como un embudo tipográfico compuesto por el título y la hoja de letra oficial. Fue lanzado oficialmente como sencillo el 18 de octubre de 2018, debutando como el disco más popular en el programa homónimo de BBC Radio 1 de Annie Mac.

## Composición
Musicalmente, "It's Not Living (If It's Not with You)" es una canción de pop, synth-rock y power pop con influencias gospel con una duración de cuatro minutos y ocho segundos (4:08). La producción de la canción consta de batería, teclados y una guitarra eléctrica interpretada por Amber Bain, guitarras vibrantes y tintineantes, sintetizadores chispeantes, gritos de gospel y elementos de teen pop, britpop, indie pop, country pop, hair metal y synth-pop. Contiene voces de coro del London Community Gospel Choir y coros de Bain, que tiene el nombre artístico de Japanese House. Dan Stubbs de NME llamó a "It's Not Living (If It's Not with You)" un éxito de power-pop al estilo "Pretty in Pink (1986) que canta soñadoramente sobre la heroína como si fuera un gran amor perdido". Pryour Stroud de Slant Magazine escribió que la figura de guitarra de apertura de la canción evoca la imagen de un puño clavado en un cielo de neón. Ross Horton de musicOMH lo llamó "tu tipo favorito de pista de 1975: pop plástico [de los 80] que puedes ver surgir en cualquier cantidad de montajes".

## Video musical
El video musical comienza con Healy despertándose en la cama. Se sienta y mira una colección de despertadores en su mesita de noche antes de ir al espejo, donde su reflejo le grita. Hann despierta al cantante, quien se revela que está tomando una siesta en el backstage antes del concierto de 1975. Después de tirar un vaso, Healy emerge al escenario con un traje beige extragrande similar al de David Byrne, y se une a la banda y los bailarines para realizar movimientos de baile similares a jogging. Cuando sube al escenario, se hace evidente que algo anda mal y el cantante se desorienta por varios eventos extraños; la banda toca demasiado lento o Healy se mueve demasiado rápido, el tiempo se ralentiza y la boca de Healy desaparece. Sus pantalones se queman espontáneamente y salta fuera del escenario, eventualmente ahogándose.
Healy emerge del agua y ve una copia de sí mismo, quien le envía un guiño y un beso. Da un paso atrás del caos y la música se detiene. Después de salir por una puerta, el cantante emerge en el set del video "Sincerity Is Scary", con un sombrero de conejo y auriculares. Él ve a su clon saltar por la calle mientras practica una rutina de baile que se presentó en el video. Healy regresa al concierto, donde los bailarines continuaron actuando robóticamente sin música, y él se reincorpora a ellos antes de hundirse en el suelo. Eventualmente, Healy se despierta detrás del escenario antes del comienzo del concierto, y el video termina de la misma manera en que comienza. Cuando concluye la imagen, los créditos amarillos retro se superponen sobre las imágenes de la actuación.